# Plac Stary w Moskwie
Plac Stary (ros. Старая площадь) – ulica we wschodniej części Kitaj-gorodu w Moskwie. Biegnie od Placu Bramy Iljskiej do Placu Bramy Warwarskiej. Plac Stary powstał pod koniec XVIII wieku jako przejście wzdłuż murów twierdzy. Nabrał nowoczesnej formy w 1900, kiedy przebudowano sąsiadujące z placem kwartały Kitaj-gorodu. W latach trzydziestych XX w. zburzono mur oddzielający Plac Stary od przejścia Kitajgorodskiego (chińskiego).
Nazwa Plac Stary była potocznie kojarzona z najwyższym kierownictwem ZSRR, ponieważ do 1991 kompleks kilkunastu obiektów przy Placu Starym zajmował Komitet Centralny KPZR, zaś od 2020 ich gospodarzem jest Administracja Prezydenta Federacji Rosyjskiej.
Nazwa > Plac Stary jest niezwykła, ponieważ zawiera dwa błędy topograficzne i nie odpowiada rzeczywistości. Po pierwsze, Plac Stary jest właściwie ulicą, a po drugie, historycznie pojawił się później niż Nowy Plac.
W rzeczywistości jest też częścią większego placu z trzema nazwami: Placu Starego, Placu Słowiańskiego i Placu Bramy Warwarskiej.

## Ważniejsze obiekty
W okresie ZSRR wchodzące w skład kompleksu obiektów KC KPZR:
- budynek domu handlowego, siedziby Moskiewskiego Banku Kupieckiego (Московский купеческий банк) z 1894 (arch. Borys Freidenberg); bud. Wydziału Ogólnego KC KPZR (Stary pl. 2/ul. Ilinka 14).
- budynek domu handlowego W.I. Titowa z 1915 (arch. Władimir Szerwud); główny bud., m.in. kierownictwa, KC KPZR (Stary pl. 4).
- budynek domu handlowego E.A. i E. Armandów z 1915 (arch. Władimir Szerwud); bud. komitetów – Miejskiego i Obwodowego KPZR (Stary pl. 6).
- budynek Moskiewskiego Towarzystwa Ubezpieczeń od Ognia (Московское страховое от огня общество) i hotelu „Bojarski Dwór” (Боярский двор, Hôtel Boiar) z 1903 (arch. Fiodor Schechtel); bud. Wydziału Międzynarodowego KC KPZR (Stary pl. 8).

## Galeria

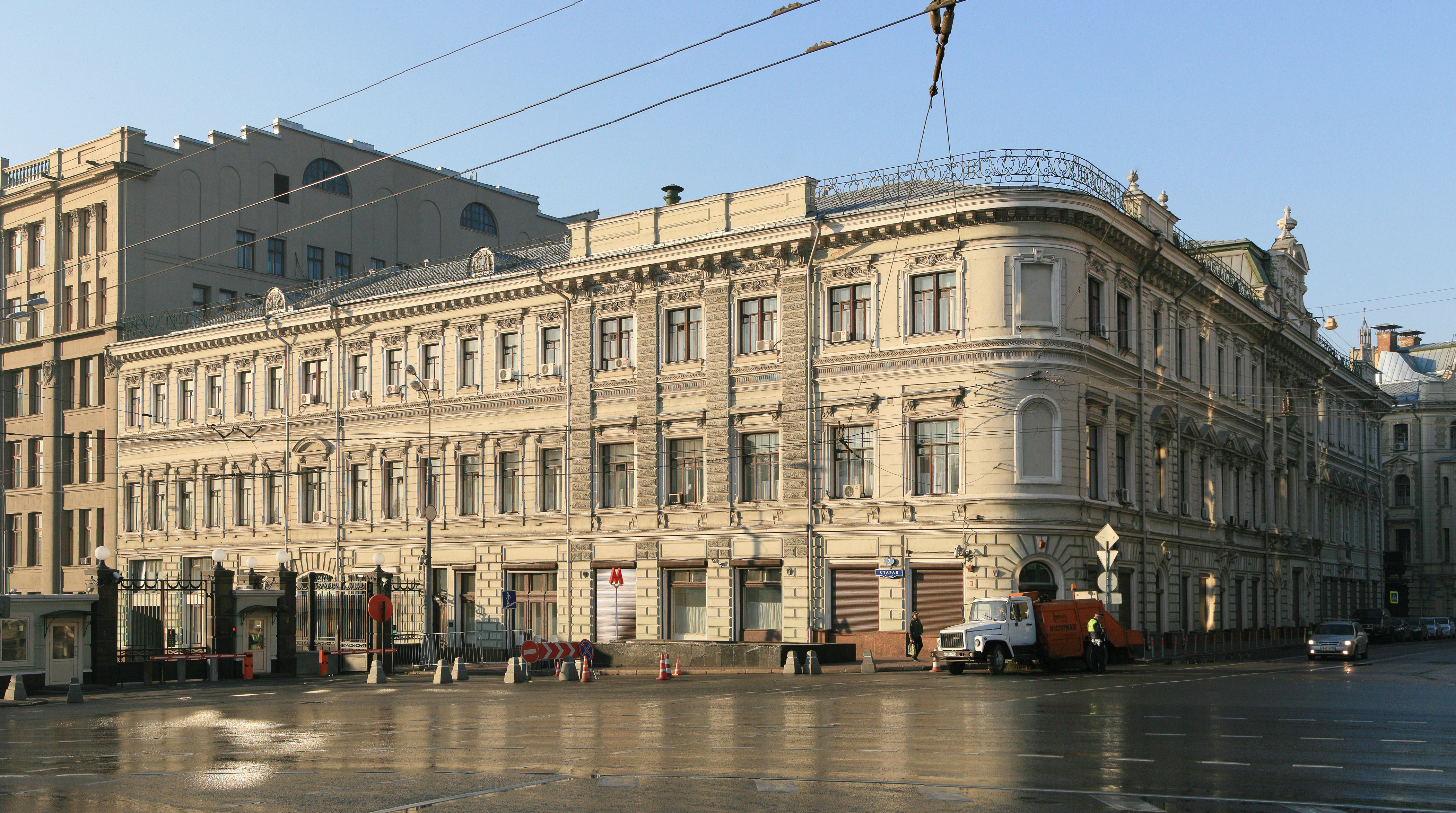
Były budynek Wydziału Ogólnego KC KPZR na Starym Placu 2
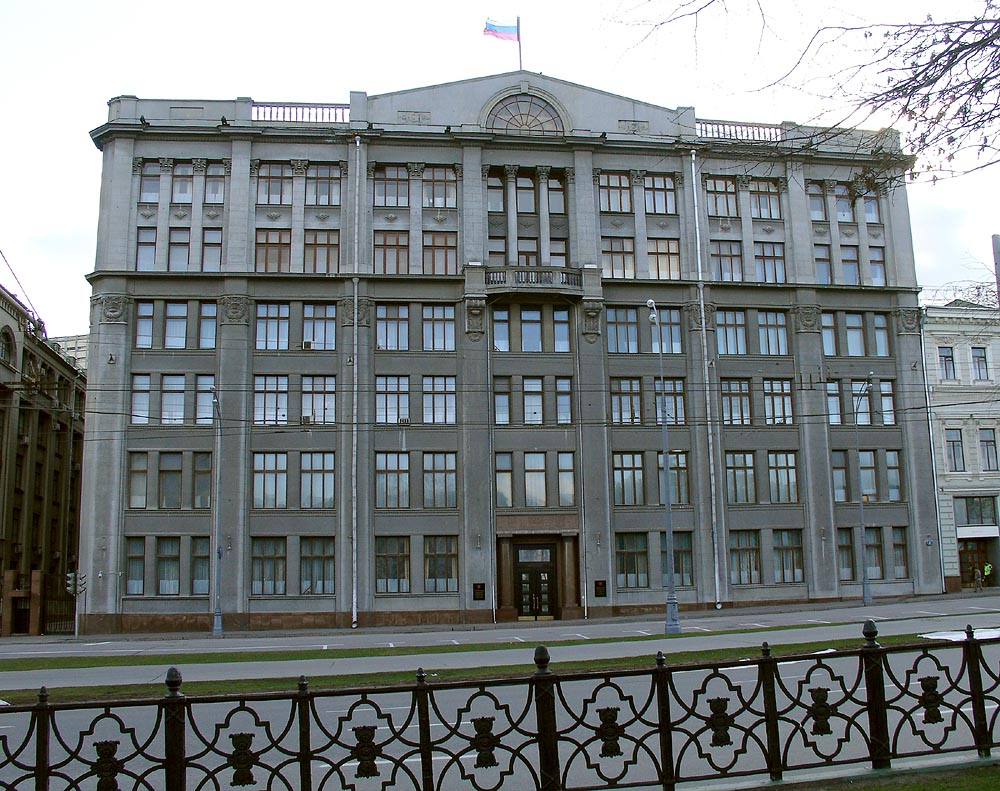
Były gł. budynek KC KPZR Starym Placu 4
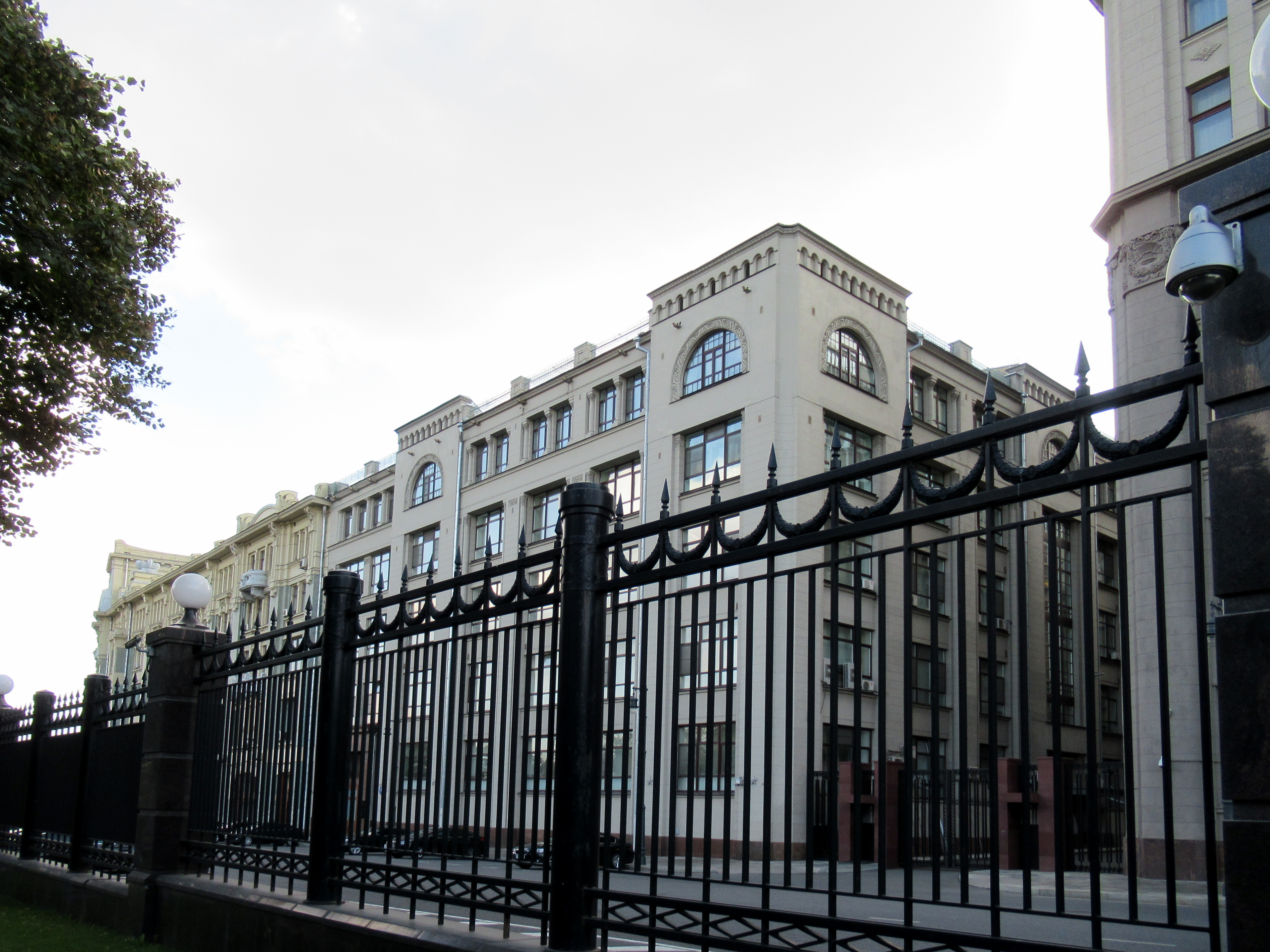
Były budynek Komitetów – Miejskiego i Obwodowego KPZR na Starym Placu 6
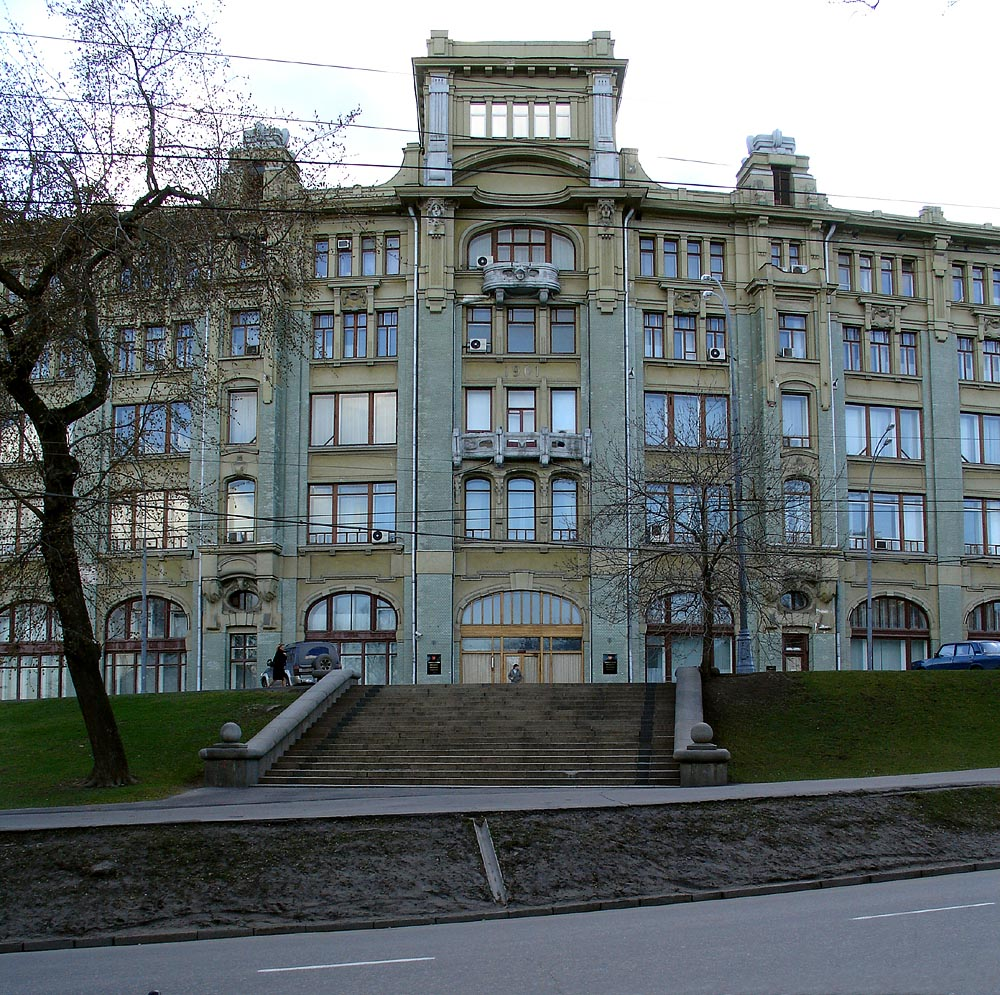
Były budynek Wydziału Zagranicznego KC KPZR na Starym Placu 8